# Mosquée Khodja Akhrar Vali
La mosquée Khodja Akhrar Vali (en ouzbek : Xoʻja Axror Vali masjidi ou Jome' masjidi) ou Mosquée Djouma (mosquée du vendredi) est un édifice religieux du quartier de Chorsu à Tachkent. C'est le seul spécimen de Mosquée du vendredi à Tachkent dont le type est commun en Asie centrale à la fin du Moyen Âge. La mosquée du vendredi est un mosquée dans laquelle les croyants sont censés se réunir le vendredi. En Ouzbékistan, c'est la troisième plus grande mosquée du vendredi, dépassée seulement par la Mosquée Bibi-Khanym à Samarcande et la Mosquée Kalon à Boukhara.

## Description
Le bâtiment principal a la forme d'un cube, recouvert des dômes appuyés sur des tambours relativement bas. La bordure des arcs et des niches près de l'entrée est arquée, de forme plutôt gothique qu'asiatique. La disposition de la mosquée est rectangulaire.

## Histoire
Le premier édifice de Tachkent portant le nom de Mosquée Djouma (ouzbek : Juma masjidi) (Mosquée du vendredi) a été construit en 1451 à la demande du cheikh Khwaja Ahrar (en) (1404-1490).
Khwaja Ahrar est un grand maître du soufisme, chef du clergé musulman qui a ordonné de construire la grande mosquée du vendredi ainsi que la médersa dans l'ancien quartier de Tachkent appelé Mahallah (en) Goulbazar. Les légendes locales racontent que le prix de la construction a été payé grâce à la vente des retailles de tissus en échantillons standard.
La mosquée du vendredi a été construite sur une colline, ce qui la rend visible de loin. En mémoire de son bâtisseur, les fidèles l'appellent mosquée Khwaja Ahrar (en).
En 1868, la mosquée a été gravement endommagée par un tremblement de terre. Elle a finalement été restaurée vingt ans plus tard, en 1888, grâce aux moyens fournis par l'empereur de Russie Alexandre III provenant de la contribution de guerre de l'émirat de Boukhara.
Durant la période soviétique de l'Ouzbékistan, différentes structures étatiques ont occupé la mosquée : la direction du ministère de l'éducation, d'autres institutions étatiques et même un cinéma.
La dernière restauration de la mosquée a été réalisée dans les années 1990. Le bâtiment a été détruit partiellement par accident et a été reconstruit entièrement par des architectes contemporains qui ont installé trois coupoles au lieu d'une seule.
En 2003, la mosquée est à nouveau reconstruite sur le même site avec des techniques de construction et de finition plus modernes.

## Galerie

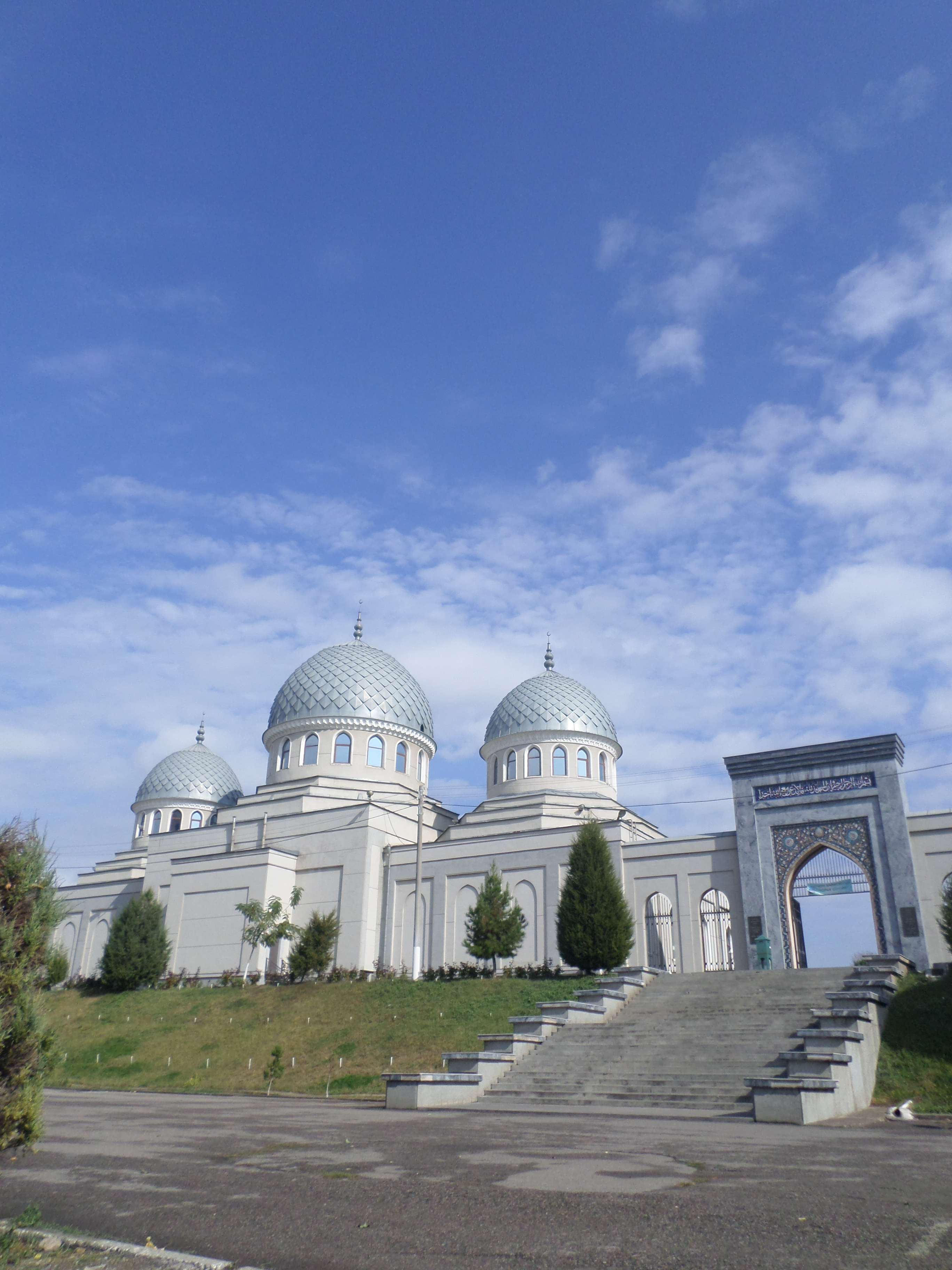